# Oddelek za germanske jezike in književnost
Oddelek za germanske jezike in književnost je deloval na Filozofski fakulteti Univerze v Ljubljani. 
Dinamičen razvoj številnih študijskih programov s področja angleškega in nemškega jezika ter obeh književnosti je leta 1998 pripeljal do razdelitve Oddelka za germanske jezike in književnosti ter ustanovitve ločenih oddelkov Filozofske fakultete:  Oddelka za anglistiko in amerikanistiko ter Oddelka za germanistiko z nederlandistiko in s skandinavistiko.

## Zgodovina
Na Univerzi v Ljubljani je bilo mogoče študirati angleški jezik in književnost od ustanovitve germanskega seminarja leta 1920, ki je pozneje v sklopu Filozofske fakultete prerasel v Oddelek za germanske jezike in književnosti. Ta je poleg študijskih programov angleščine in nemščine organiziral tudi lektorske vaje iz drugih germanskih jezikov.
Kot oče slovenske germanistike velja prof. dr. Jakob Kelemina, ki je bil po študiju na univerzah na Dunaju in v Gradcu habilitiran kot docent za germansko filologijo in je bil še pred svojim prihodom  mednarodno priznan strokovnjak za nemško srednjeveško književnost. 
Vojna je prizadejala germanskemu seminarju več hudih udarcev, predvsem z uničenjem  knjižnice seminarja in marsikaterega nenadomestljivega dela v požaru januarja 1944. V povojnem obdobju si je prof. dr. Janez Stanonik bila zelo prizadeval, da bi knjižnico v čim večji meri obnovili. Razumljivo pa je tudi, da za nemščino kot jeziku okupatorja po vojni ni bilo veliko obetov. Že Jakob Kelemina, nato pa njegov naslednik Janez Stanonik (roj. 1922) sta se veliko posvečala anglistiki, medtem ko se je  prof. dr. Dušan Ludvik (1914-2001), ki je vodil katedro za nemški jezik in književnost do leta 1978 in nato od 1980-1983, izključno posvečal nemščini in je poleg raziskav na področju stare nemščine proučeval nemško-slovenske kulturne odnose, recimo nemško gledališče v Ljubljani do leta 1790. Po vojni je skokovito naraslo zanimanje za študij angleščine, tudi zaradi uvedbe angleščine v srednje šole.  V šestdesetih letih se je vpisovalo celo preko tristo slušateljev na angleščino, medtem ko je bilo zanimanje za nemščino bolj konstantno. Kasneje so se številke sicer umirile, kljub temu je bil Oddelek za germanske jezike in književnosti več desetletij med številčno največjimi oddelki na Filozofski fakulteti. Dinamičen razvoj številnih študijskih programov s področja nemškega in angleškega jezika ter obeh književnosti je leta 1998 pripeljal do razdelitve Oddelka za germanske jezike in književnosti ter ustanovitve ločenih oddelkov Filozofske fakultete: Oddelka za anglistiko in amerikanistiko ter Oddelka za germanistiko z nederlandistiko in s skandinavistiko.  
V petdesetih in šestdesetih letih se je katedra za nemški jezik okrepila z novimi kadri, tako, da je postal pouk veliko bolj diferenciran. 
V spremenjenem delovnem okolju – selitev v novo zgradbo leta 1961 – se je pospešil razvoj stroke in izboljšala izvedba pouka, tudi s pomočjo AV in jezikovnega laboratorija. Študij je postal bolj individualiziran in organiziran z uvedbo manjših skupin v tim. lektorskih vajah. Čeprav je bil študij v tistih časih precej ozko profiliran in pragmatično usmerjen ter je bilo čutiti pomanjkanje sodobne lingvistične usmerjenosti in literarno teoretskih pristopov z ustrezno znanstvenoraziskovalno dejavnostjo, velja iz retrospektive izpostaviti kvaliteto jezikovnega usposabljanja ter dejstvo, da je bil že takrat program moderno zasnovan na treh temeljih: na jezikoslovnem, literarno-zgodovinskem znanjem in pridobivanju oz. poglabljanju praktičnih jezikovnih kompetenc.
S postopnim habilitiranjem četrte generacije in spreminjanjem študijskih programov so se v kasnih osemdesetih in začetku devetdesetih let razvila različna lingvistična, literarnovedna in didaktična področja.
Mlajša generacija skuša po eni strani graditi na oddelčnih tradicijah, predvsem proučevati razvejano področje medjezikovnih in medkulturnih stikov, torej po eni strani  nadgraditi komparativne in kontrastivne študije, po drugi strani pa slediti in sooblikovati sodobne lingvistične in literarnovedne pristope, s tem pa zagotoviti mednarodno primerljivost in kvaliteto pouka ter raziskovanja na Oddelku za germanistiko.